# Saint-Georges (Guyane)
Cet article concerne la commune française de Saint-Georges-de-l'Oyapock et ne doit pas être confondu avec les autres articles relatifs à l'Oyapock ou à Saint-Georges, ni avec les différents saints chrétiens de ce nom.
Saint-Georges (nommée localement Saint-Georges-de-l'Oyapock) est une commune française, sous-préfecture et chef-lieu de l'arrondissement de Saint-Georges, située dans le département de la Guyane.

## Géographie

### Localisation

En rouge le territoire communal de Saint-Georges-de-l'Oyapock.

Saint-Georges est une commune de Guyane française, en Amérique du Sud, située à 189 km par la route au sud-est de Cayenne.
Elle se trouve sur la rive gauche de l'Oyapock, fleuve qui constitue la frontière avec le Brésil et dont l'embouchure se trouve à 60 km plus au nord.
La commune brésilienne d'Oiapoque lui fait face, sur la rive opposée.

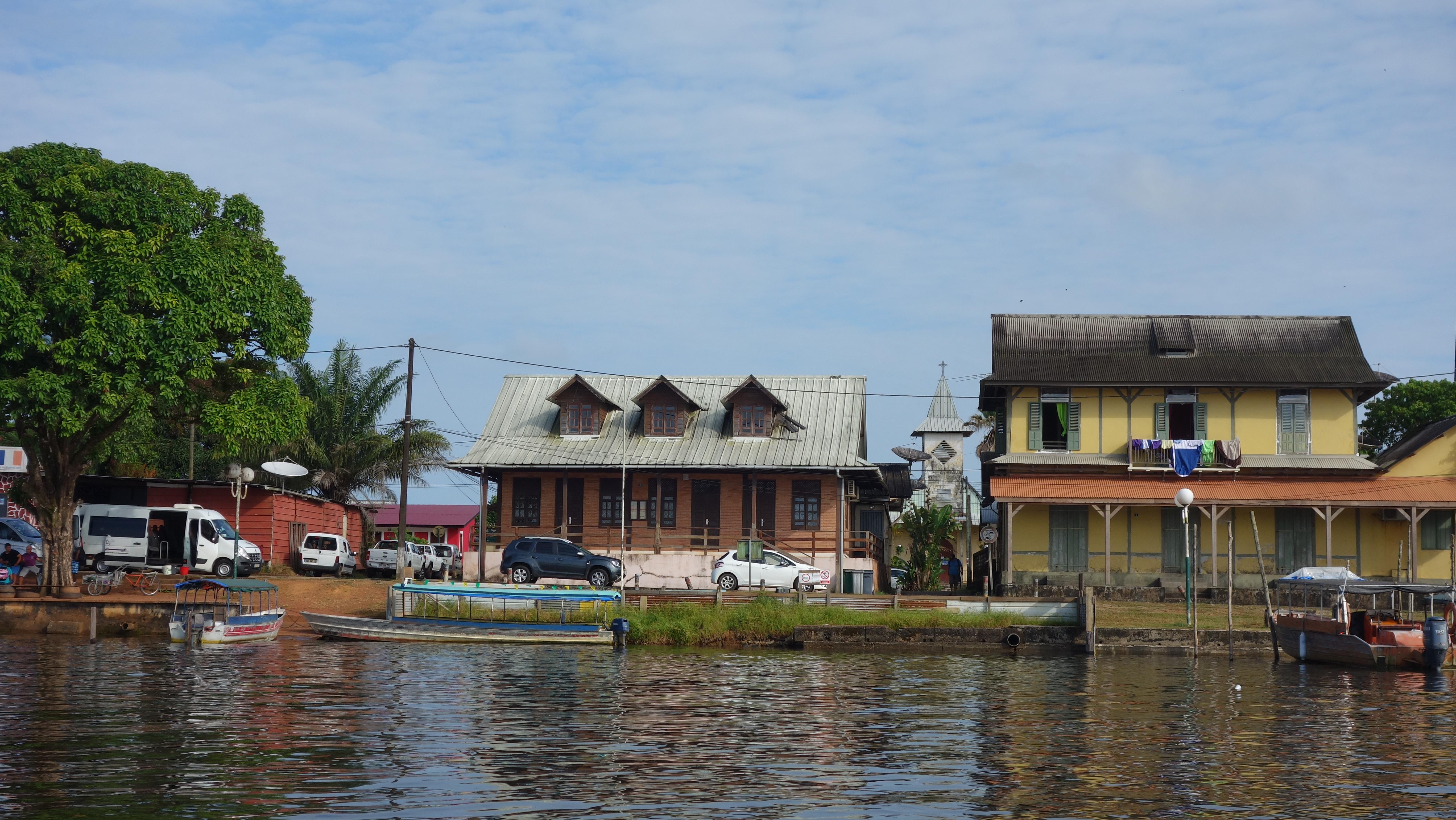

|        | Ouanary       |                   |
| Régina | Saint-Georges | Oiapoque (Brésil) |
|        | Camopi        |                   |

### Climat
Le climat y est de type équatorial. Il se caractérise par deux saisons principales, une saison humide approximativement de décembre à juillet, et une saison sèche d'août à novembre. La température moyenne est de 26,9 °C. C'est un climat chaud mais humide, ce qui donne l'impression de moiteur. La pression atmosphérique est toujours basse. Les vents sont rares. Les pluies sont presque quotidiennes en saison humide pour un total annuel d'environ 3 400 mm. L'air chaud se charge en humidité et connaît un mouvement ascendant. Avec l'altitude, il se produit un refroidissement qui provoque des pluies souvent violentes.
Les cours d'eau ont souvent des débits importants. Les sols sont lessivés et donnent l'argile latéritique de couleur rouge (due à la présence d'oxyde de fer), les autres minéraux solubles (en particulier les bases) ayant été entraînés. Ce sont généralement des sols pauvres. Sa végétation naturelle est la forêt dense (ou jungle).

## Urbanisme

### Typologie
Saint-Georges est une commune rurale, car elle fait partie des communes peu ou très peu denses, au sens de la grille communale de densité de l'Insee,,,. Elle appartient à l'unité urbaine de Saint-Georges, une agglomération intra-départementale regroupant 1 commune et 4 710 habitants en 2022, dont elle est une ville isolée,.
La commune, bordée par l'Oyapock au nord-est, est également une commune littorale au sens de la loi du 3 janvier 1986, dite loi littoral. Des dispositions spécifiques d’urbanisme s’y appliquent dès lors afin de préserver les espaces naturels, les sites, les paysages et l’équilibre écologique du littoral, par exemple le principe d'inconstructibilité, en dehors des espaces urbanisés, sur la bande littorale des 100 mètres, ou plus si le plan local d’urbanisme le prévoit,.

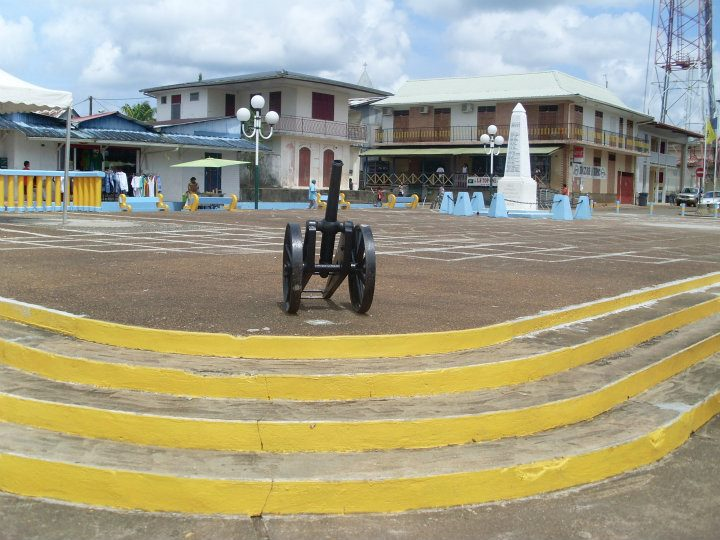
La place du village, en 2012.

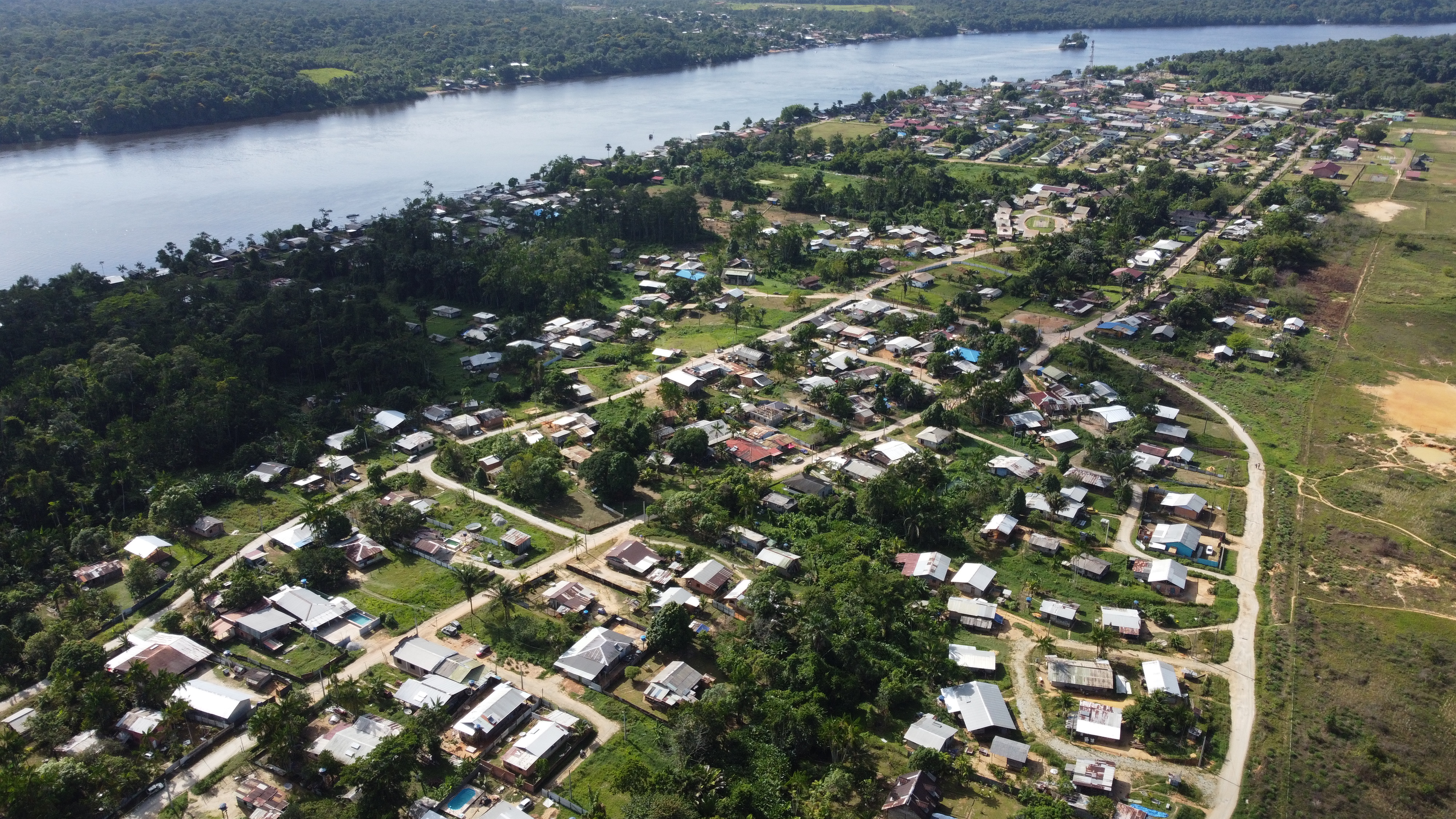
La commune de Saint-Georges avec le fleuve transfrontalier Oyapock

### Morphologie urbaine
En aval de Saint-Georges-de-l'Oyapock, on trouve successivement les hameaux de Tampack (à 5 km, soit 15 minutes en pirogue) et Trois Palétuviers (à 20 km, soit 45 minutes en pirogue). Ces hameaux font partie de la commune.

La commune de Saint-Georges-de-l'Oyapock est caractérisée par son habitat du centre-ville de style créole mais aussi par ses quartiers informels situés à la périphérie (Crique Onozo).

### Logement
On retrouve un style créole dans les différents bâtiments et un style moderne et épuré pour les bâtiments administratifs.
La demande est importante et l'offre reste trop faible et mal adaptée[réf. nécessaire].
L'arrivée massive de fonctionnaires, correspondant à l'ouverture du pont entre le Brésil et la Guyane, commence à changer la situation et pousse les habitants à aménager des dépendances ou à rénover des appartements [réf. nécessaire]. La SIGUY (Société immobilière de la Guyane) construit des maisons et appartements à l'entrée du bourg.

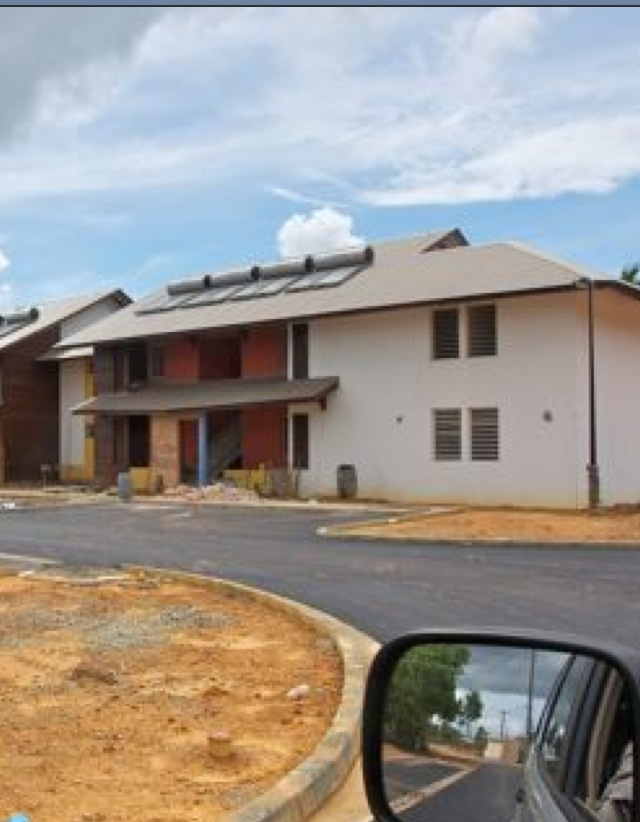
Des appartements récents à l'entrée du village.

### Voies de communication et transports

#### Voies routières
La ville est desservie par la route nationale 2 depuis 2003. Auparavant Saint-Georges était isolée et donc uniquement accessible en avion. L'unique accès routier était une mauvaise piste côté brésilien que l'on atteignait après le franchissement de l’Approuague en bac. La construction du pont sur l'Oyapock entre le Brésil et Saint-Georges-de-l'Oyapock est terminée depuis juillet 2011, mais il n'est inauguré que le 18 mars 2017, ouvert le 20 mars 2017 et les camions, bus et taxis ne peuvent toujours pas l'emprunter,.

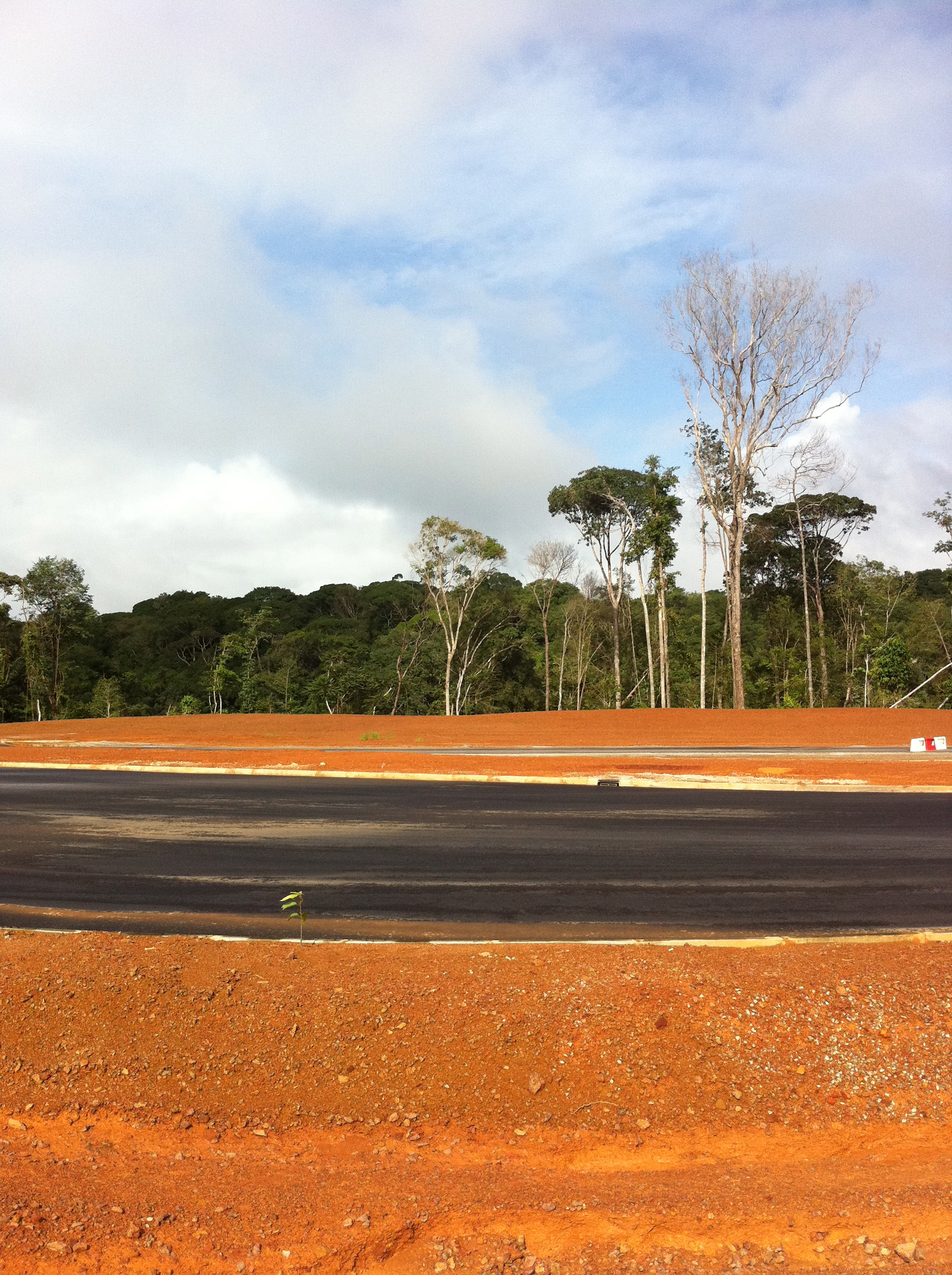
RN2 route vers le pont.
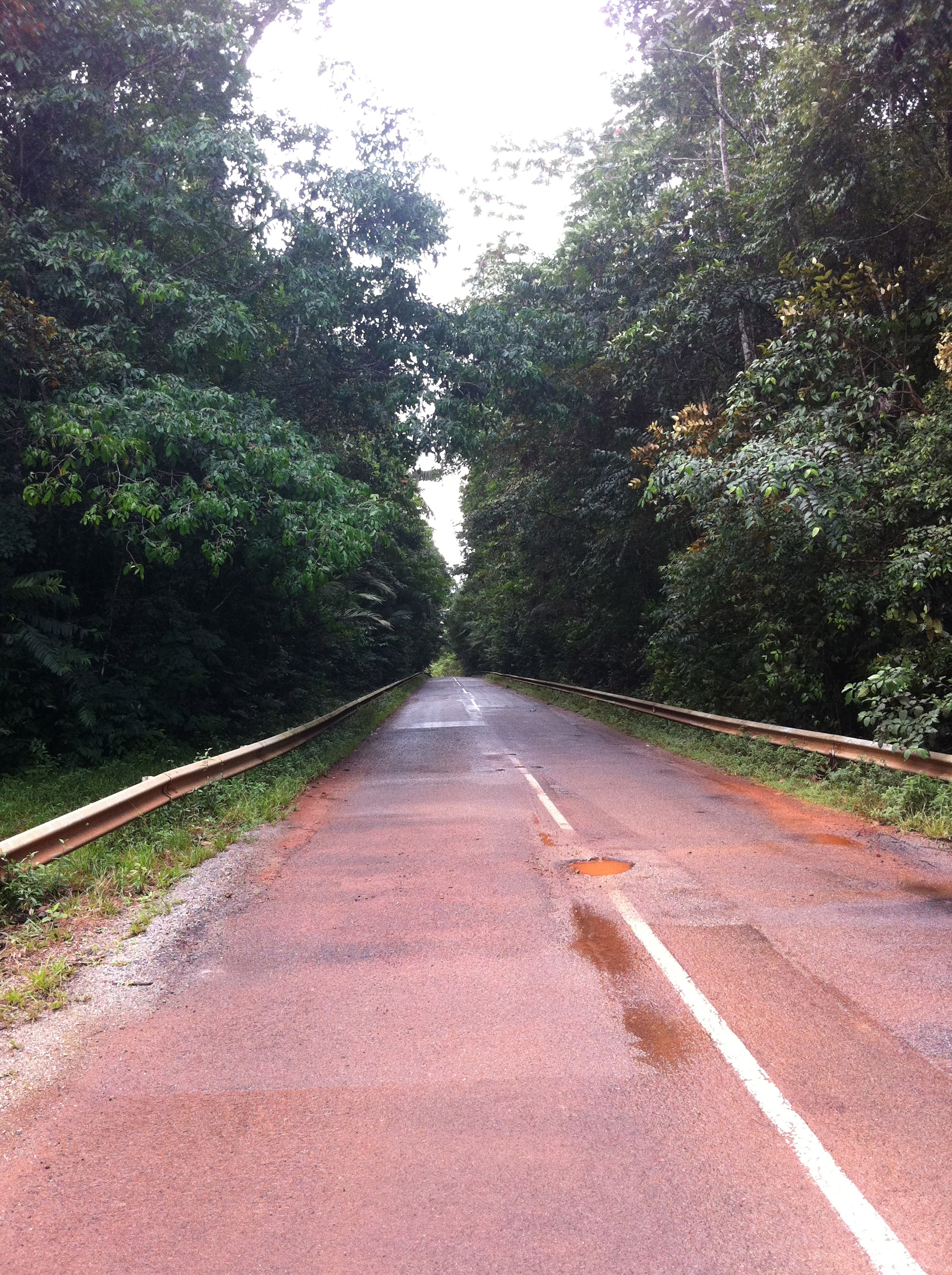
Point kilométrique 155.

#### Transport aérien
L'aérodrome de Saint-Georges-de-l'Oyapock, qui pendant de nombreuses années a servi de lien avec Cayenne, n'est plus autorisé aux avions depuis la fermeture de la piste, tout en restant utilisable par les hélicoptères.

## Toponymie
Le nom de la commune provient de deux composantes que sont d'une part la présence de l'Oyapock et d'autre part, une raison historique. Lors de la construction de l'église du village, cet édifice religieux a donné son nom au village. Les bagnards ont découvert lors du creusement des fondations une pièce de monnaie hollandaise représentant saint Georges.
Saint-Georges portait, jusqu'au 27 mars 1969 le nom d'oyapo ils est aussi dît que oyapock est pour les amérindienne le départ de la flèche indiennes au départ jusqu'à son arrivée.

## Histoire
Le village doit son origine à la création au XIXe siècle d'un bagne dont il ne subsiste plus aucune trace actuelle, contrairement à celui de la montagne d'argent. En effet, cela s'explique par le fait qu'il était entièrement construit en bois. L'église du village est la seule trace visible du travail de ces forçats de la République. Gouagout Frédéric par Aussi du bagne de st Georges 
Saint-Georges de l'Oyapock est une commune de la Guyane française, située à la frontière avec le Brésil. Elle est riche en histoire et en culture, notamment en ce qui concerne les récits et légendes qui entourent la région. Voici quelques éléments sur les récits et légendes associés à Saint-Georges de l'Oyapock :
### 1. **Légendes amérindiennes**
La région abrite des populations amérindiennes, notamment les Palikur et les Kali'na. Ces communautés ont leurs propres légendes et mythes qui parlent des esprits de la nature, des ancêtres et des événements historiques. Par exemple, certaines histoires évoquent des esprits protecteurs des rivières et des forêts, qui veillent sur les habitants et leur environnement.
### 2. **Les récits sur la rivière Oyapock**
La rivière Oyapock elle-même est souvent au cœur de nombreuses légendes. Elle est perçue comme un lieu sacré, et les histoires racontent que ses eaux abritent des créatures mystiques, des esprits d'anciens guerriers ou des entités surnaturelles qui peuvent aider ou nuire aux humains.
### 3. **Légendes coloniales**
La période coloniale a également laissé sa marque sur Saint-Georges de l'Oyapock, avec des récits de conflits entre colonisateurs et populations locales. Ces histoires parlent souvent de bravoure, de résistance et de luttes pour la liberté. Les récits des esclaves fugitifs, qui cherchaient refuge dans les forêts environnantes, sont également présents, témoignant des luttes pour la dignité et la survie.
### 4. **Mythes contemporains**
Aujourd'hui, les légendes de Saint-Georges de l'Oyapock continuent d'évoluer. Les histoires modernes peuvent inclure des éléments de folklore urbain, des récits sur des événements mystérieux ou des rencontres avec des créatures étranges, qui reflètent les croyances et les peurs contemporaines des habitants.
### 5. **Célébrations et traditions**
Les habitants de Saint-Georges de l'Oyapock perpétuent de nombreuses traditions culturelles, souvent liées aux récits de la région. Les fêtes, les danses et les rituels sont des moyens de transmettre ces histoires aux générations futures, renforçant ainsi l'identité culturelle de la communauté.
### Conclusion
Saint-Georges de l'Oyapock est un lieu où l'histoire, la culture et le folklore se mêlent, créant un riche tissu de récits et de légendes. Ces histoires sont précieuses pour comprendre la diversité culturelle de la Guyane française et le lien profond que les habitants entretiennent avec leur environnement.
Envoyé depuis l'application Mail Orange
La commune est créée le 7 avril 1950 par scission d'Ouanary
Saint-Georges est devenu une sous-préfecture le 26 octobre 2022,. Cela est officialisé le 11 décembre 2022

## Politique et administration

### Rattachements administratifs et électoraux
La commune, jusqu'alors incluse dans l'arrondissement de Cayenne, devient, le 26 octobre 2022 le chef-lieu de l'arrondissement de Saint-Georges  du département de la Guyane
Pour l'élection des députés, elle fait partie de la première circonscription de la Guyane.

### Intercommunalité
Saint-Georges est le siège de la communauté de communes de l'Est guyanais, un établissement public de coopération intercommunale (EPCI) à fiscalité propre créé en 2003 et auquel la commune a transféré un certain nombre de ses compétences, dans les conditions déterminées par le code général des collectivités territoriales.

### Liste des maires
| Période   | Période                         | Identité                           | Étiquette    | Qualité |
| --------- | ------------------------------- | ---------------------------------- | ------------ | --- |
| 1971      | 1994                            | Romain Garros (1939-1994)          | RPR          | |
| 1994      | mars 2008                       | Georges Elfort (1959- )            | DVG puis PSG | Enseignant Conseiller régional de la Guyane (? → 2010) Conseiller général de Saint-Georges-de-l'Oyapock (1992 → 1998) Vice-président du conseil général de la Guyane (1992 → 1998) |
| mars 2008 | mars 2014                       | Fabienne Mathurin-Brouard (1973- ) | DVD          | Conseillère régionale de la Guyane (2010 → 2015) Vice-présidente du conseil régional de la Guyane (2010 → 2015)                                                                    |
| mars 2014 | En cours (au 13 septembre 2022) | Georges Elfort (1959- )            | PSG          | Enseignant Président de la CC de l'Est guyanais (2014 → ) Réélu pour le mandat 2020-2026                                                                                           |

## Équipements et services publics

### Santé
- Il y a un médecin libéral à Saint-Georges.
- Un centre de santé (dispensaire) est situé dans le bourg à proximité du collège.
- Des infirmières ainsi que des médecins sont présents sept jours sur sept et des permanences la nuit.
- Une pharmacie où l'on trouve tous les médicaments nécessaires.

### Équipements sportifs
- Stade municipal de Saint-Georges

### Administration et sécurité
- Sous-Préfecture
- Gendarmerie Nationale
- Poste de la Police Aux Frontières (Pont)

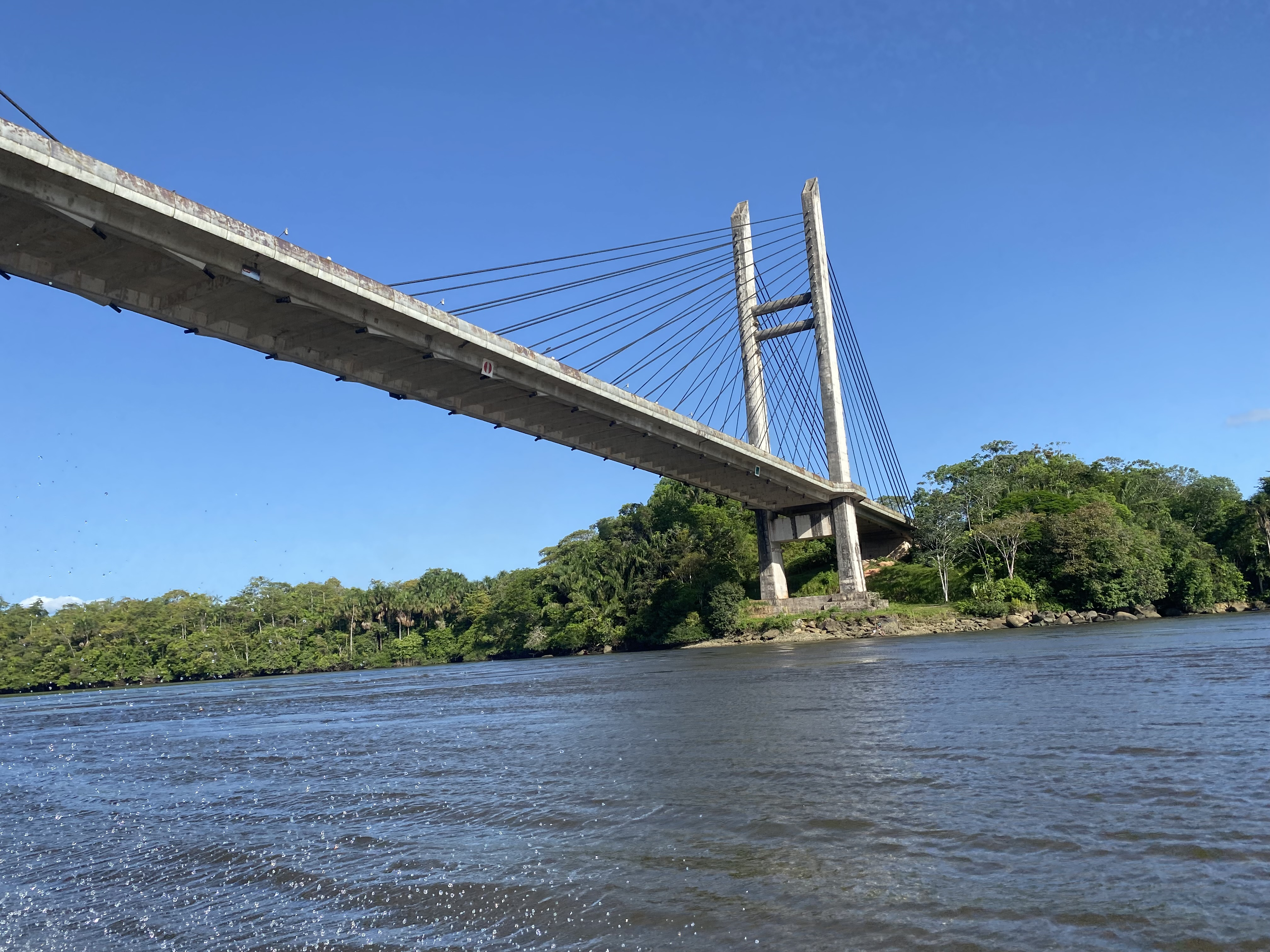
Pont transfrontalier binational sur l'Oyapock

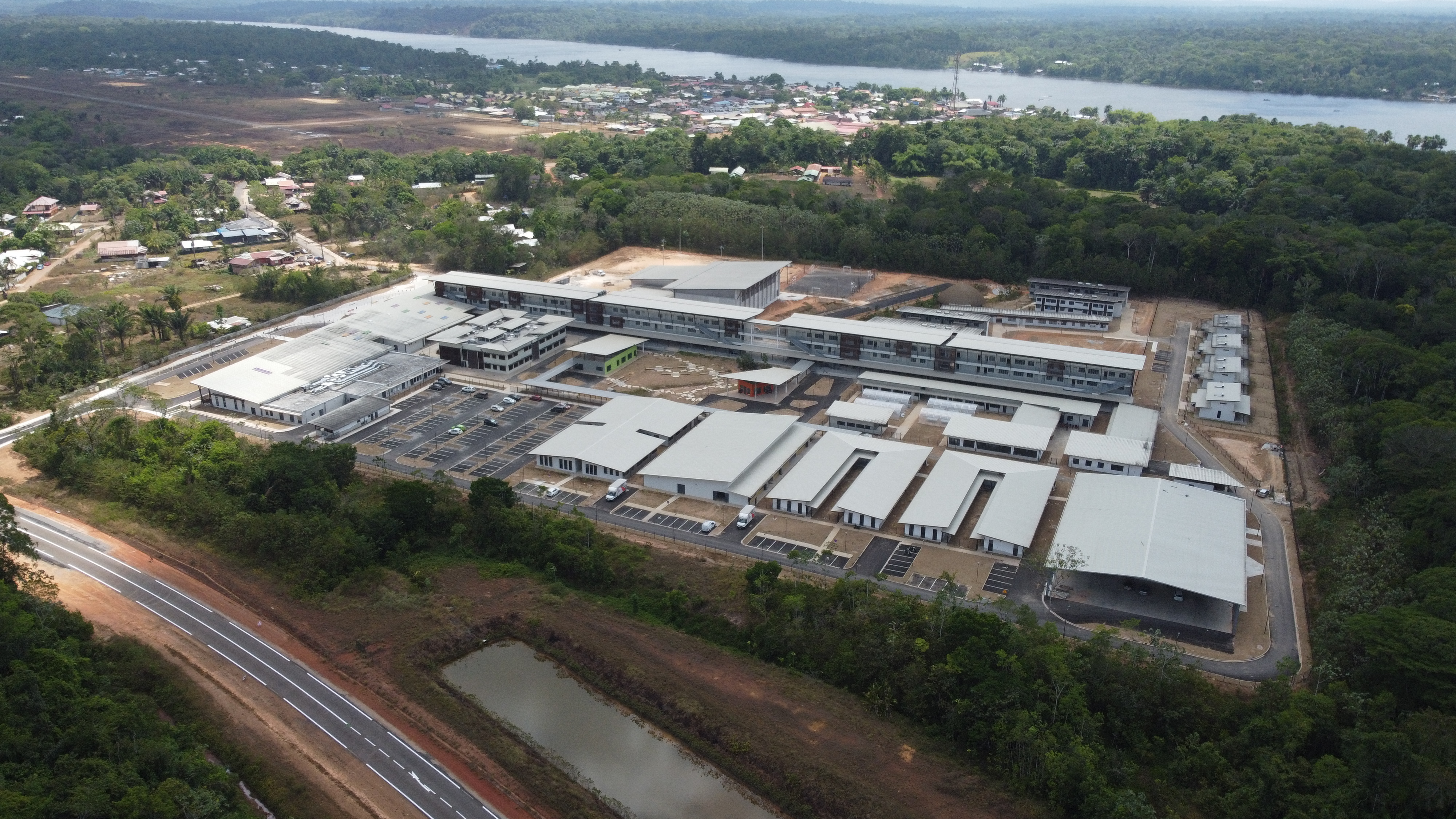
Cité scolaire construite en 2023

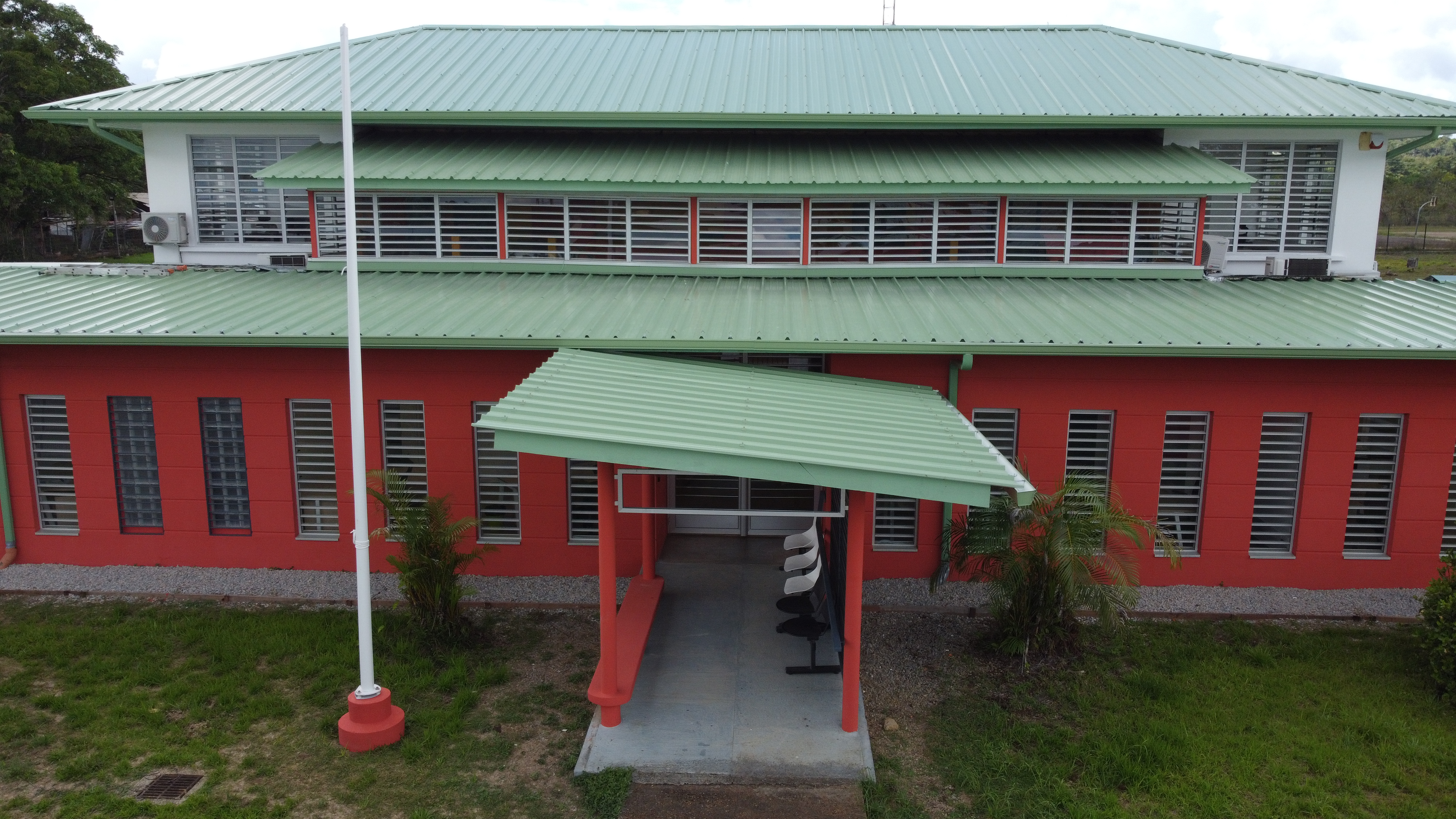
Sous-préfecture Saint-Georges

- Poste de Douanes (Pont)
- Cité scolaire (collège/lycée)

## Population et société
L'évolution du nombre d'habitants est connue à travers les recensements de la population effectués dans la commune depuis 1961, premier recensement postérieur à la départementalisation de 1946. À partir de 2006, les populations de référence des communes sont publiées annuellement par l'Insee. Le recensement repose désormais sur une collecte d'information annuelle, concernant successivement tous les territoires communaux au cours d'une période de cinq ans. Pour les communes de moins de 10 000 habitants, une enquête de recensement portant sur toute la population est réalisée tous les cinq ans, les populations de référence des années intermédiaires étant quant à elles estimées par interpolation ou extrapolation. Pour la commune, le premier recensement exhaustif entrant dans le cadre du nouveau dispositif a été réalisé en 2007.

En 2022, la commune comptait 4 710 habitants, en évolution de +15,55 % par rapport à 2016 (Guyane : +7,07 %, France hors Mayotte : +2,11 %).
| 1961 | 1967 | 1974  | 1982  | 1990  | 1999  | 2006  | 2007  | 2012  |
| ---- | ---- | ----- | ----- | ----- | ----- | ----- | ----- | ----- |
| 649  | 817  | 1 044 | 1 199 | 1 523 | 2 153 | 3 419 | 3 605 | 3 855 |

| 2017  | 2022  | - | - | - | - | - | - | - |
| ----- | ----- | - | - | - | - | - | - | - |
| 4 131 | 4 710 | - | - | - | - | - | - | - |

### Sports et loisirs
Clubs sportifs :
- AJ Saint-Georges, football
- AS Oyapock, football
- Badminton SGO badminton
- TUKUS Club "Canoë-kayak"
- ASSODECC, Volley-ball ; animation culturelle
- AJO, basket-ball ; volley-ball

## Culture locale et patrimoine

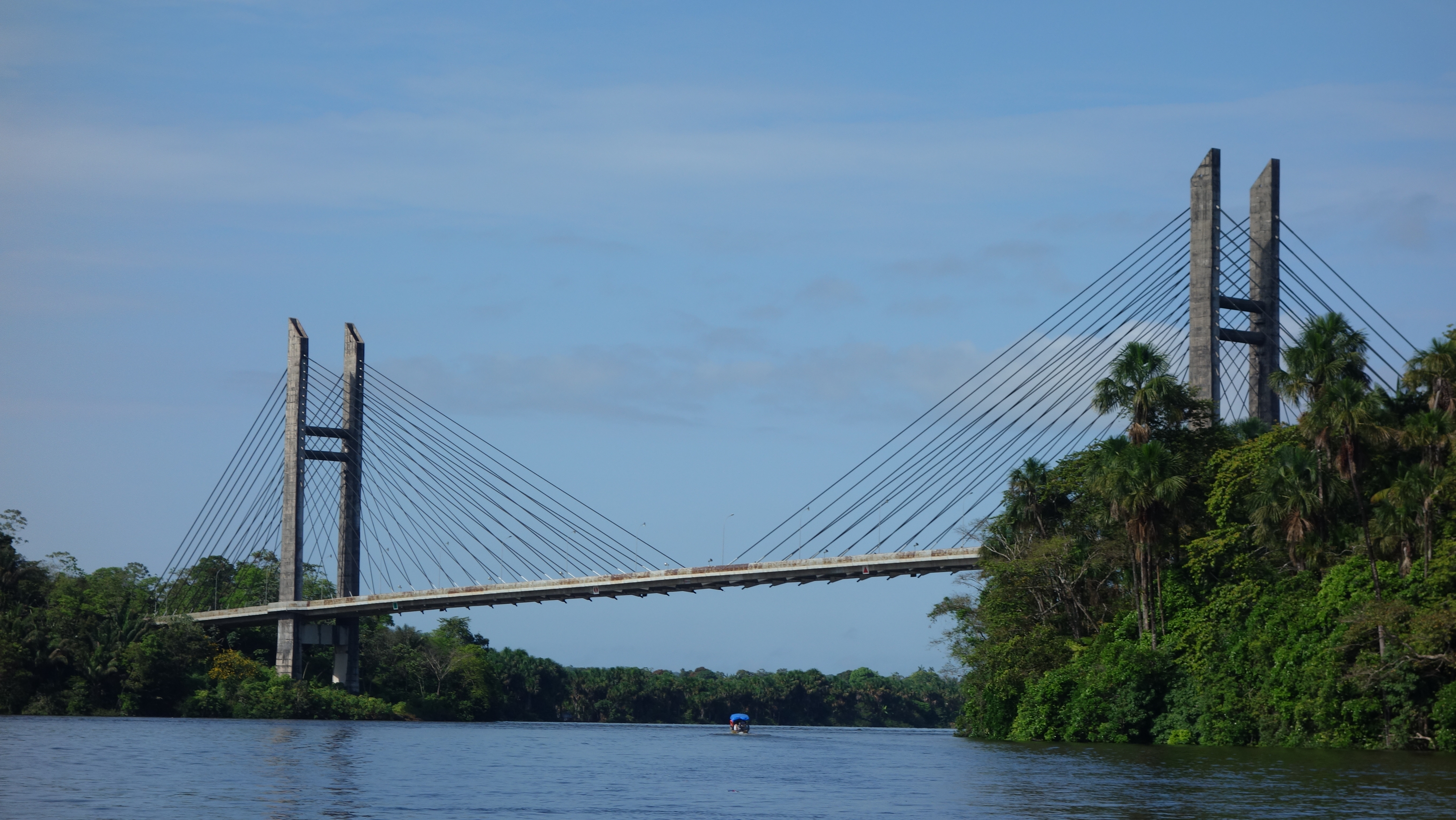
Le pont sur l'Oyapock vu depuis le fleuve.

### Lieux et monuments
- Église Saint-Georges de Saint-Georges. L'église est dédiée à saint Georges de Lydda.
- Église de Tampack.
- Pont transfrontalier binational.

### Tourisme
Sur le fleuve frontière, le saut Maripa est accessible par une piste depuis Saint-Georges en 45 minutes (piste dite « de saut Maripa ») et par le fleuve en 30 min pirogue.
Face à l’Oyapock, majestueux, large de 800 mètres, vigoureux jusqu’à l’aval avec un dénivelé de 11 mètres, les carbets offrent un espace unique pour la détente et le loisir.
Les activités sur le fleuve : pirogues, kayaks, baignade et plage, pêches des plus diverses.
Les activités sur terre : deux sentiers de découverte balisés (de 1 h 30 à 2 h), découvertes de Saint-Georges, Tampac et Trois Palétuviers, d’Oyapock et de l’Amapa vers l’aval et de Saut Kachiri, Vila Brasil et Camopi en amont.
Souvent les pirogues sont déchargées et le fret passé à dos d’homme d’un côté à l’autre du saut. Il reste les vestiges d’une petite voie ferrée qui remplissait autrefois cette fonction mais est maintenant abandonnée car devenue inutile depuis la construction de la piste. Au niveau du saut même, on trouve une plaque à la mémoire de gendarmes qui périrent dans ce saut particulièrement dangereux à la saison des pluies. À proximité, on trouve également le départ de plusieurs sentiers (sentier botanique, sentier Anawa).

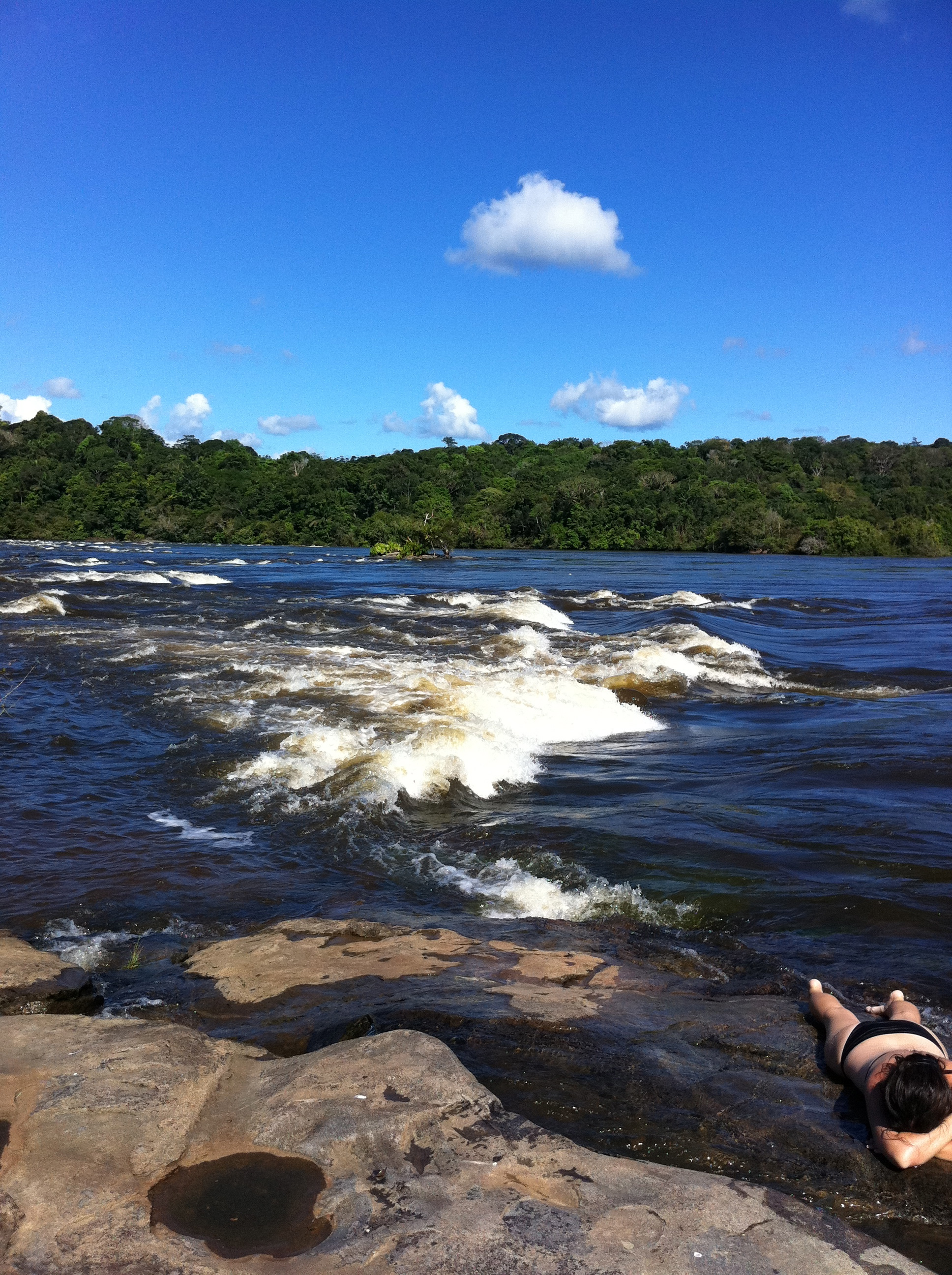
Saut Maripa.

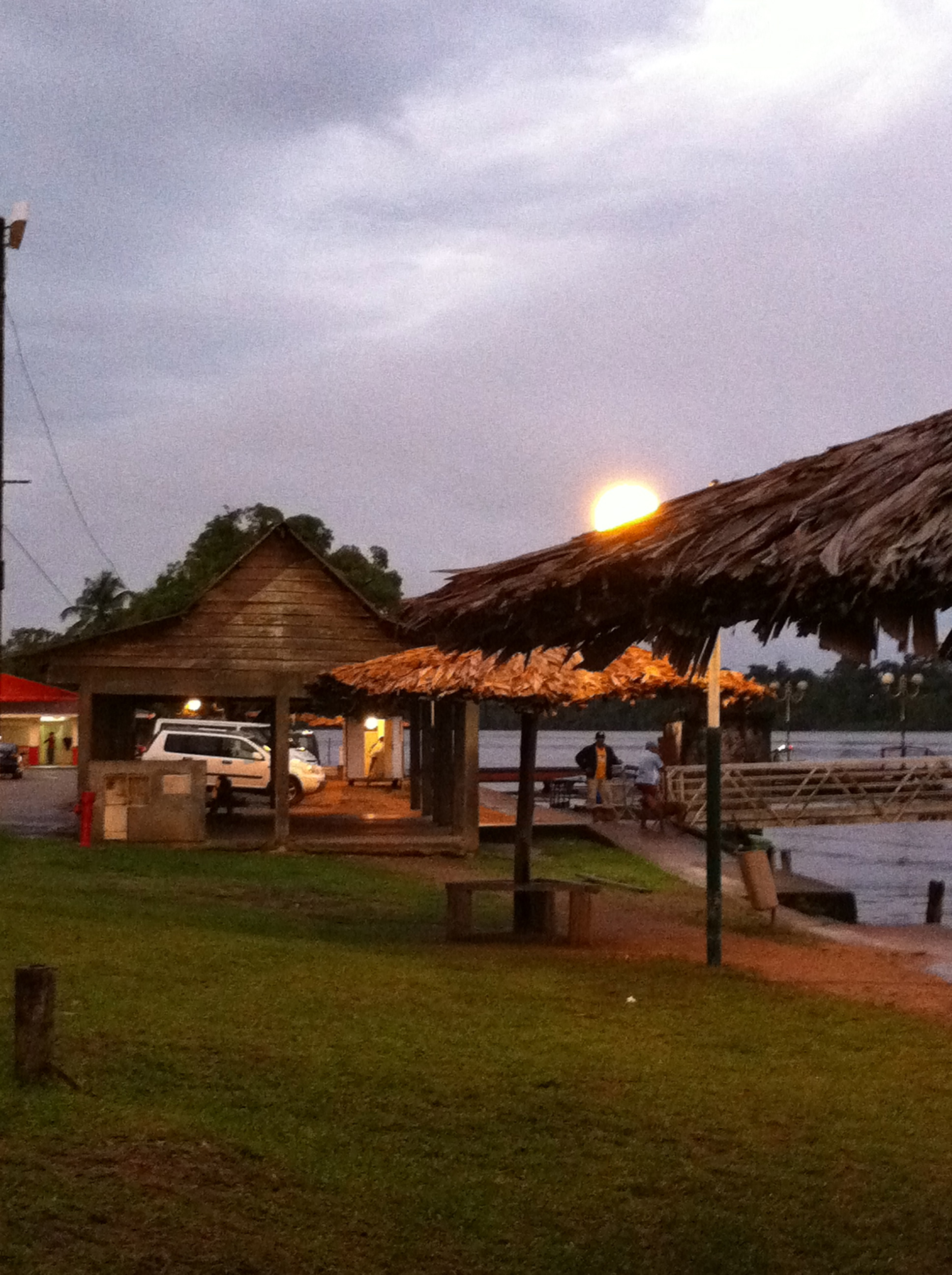
Soirée à Saint-Georges-de-l'Oyapock.

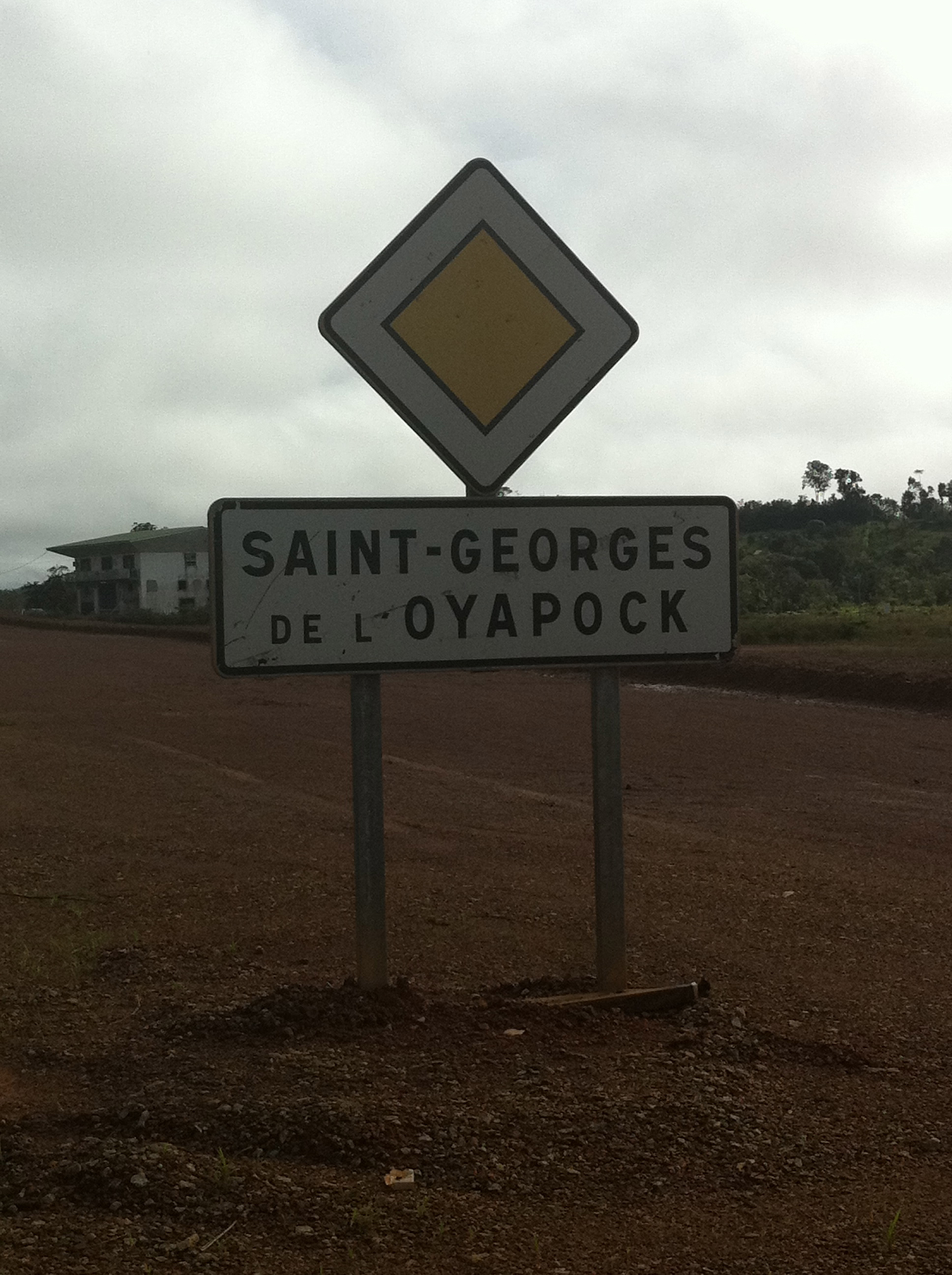
Panneau d'entrée du village.

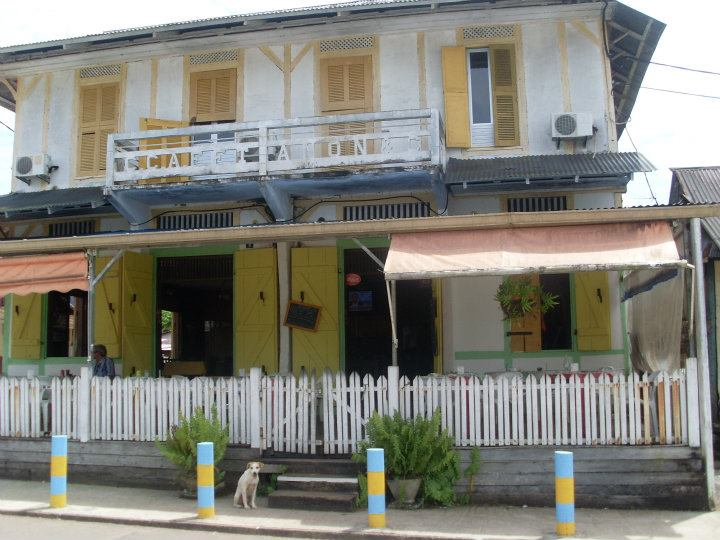
Bar-restaurant.

### Cuisine
Saint-Georges à comme plat traditionnel, la Pimentade de torche.

### Vie locale

#### Le petit marché
Le petit marché de Saint-Georges est ouvert tous les jours. On y trouve :
- du gibier (appelé en créole viande bois), chassé la veille ou la nuit même,
- des poissons qui sont péchés dans le fleuve ou à son embouchure,
- des légumes frais, des œufs ainsi que du couac (farine de manioc) fabriqué localement par les Amérindiens.

Parfois, à proximité du marché, des Amérindiens vendent leur production artisanale : pagaies, jeux d'arc et de flèches, et d'autres produits.

#### La place du village
La place du village est au bord du fleuve. Dans le bourg, on trouve : le centre météo, les écoles maternelles, l'école primaire, le collège, et le centre de santé. Un second collège est prévu ouvrir à la rentrée 2016 au quartier Gabin.
On trouve également deux supérettes, un cyber-café, la mairie, deux hôtels et le débarcadère où des marchandises venant du Brésil sont déchargées après la présentation en douane.

### Personnalités liées à la commune
- Josy Masse (1938-2019) chanteuse, née à Saint-Georges.
- Dahlia (1966), groupe de danses traditionnelles créoles créé à Saint-Georges.

## Vidéographie
- Le temps comme il passe à Saint-Georges de l'Oyapock, film documentaire de Rémi Rozié, France Ô et Beta Production, 2011, 52 min. Documentaire basé sur l’émission « Villes et villages » diffusée par l’ORTF en 1968. 40 ans après, comment le quotidien d’hier parle aux habitants d’aujourd'hui.
- Oyapock, film documentaire, tourné durant plus d'un an en immersion auprès des habitants des villes frontalières, 2012, 53 min.